# Monona (Wisconsin)
Monona és una població dels Estats Units a l'estat de Wisconsin. Segons el cens del 2000 tenia 8.018 habitants.

## Demografia
Segons el cens del 2000, Monona tenia 8.018 habitants, 3.768 habitatges, i 2.053 famílies. La densitat de població era de 921,4 habitants per km².
Dels 3.768 habitatges en un 23,9% hi vivien nens de menys de 18 anys, en un 43,3% hi vivien parelles casades, en un 8,2% dones solteres, i en un 45,5% no eren unitats familiars. En el 37% dels habitatges hi vivien persones soles el 13,8% de les quals corresponia a persones de 65 anys o més que vivien soles. El nombre mitjà de persones vivint en cada habitatge era de 2,12 i el nombre mitjà de persones que vivien en cada família era de 2,8.
Per edats la població es repartia de la següent manera: un 20,5% tenia menys de 18 anys, un 6,8% entre 18 i 24, un 28,8% entre 25 i 44, un 26,3% de 45 a 60 i un 17,6% 65 anys o més.
L'edat mediana era de 41 anys. Per cada 100 dones de 18 o més anys hi havia 88,1 homes.
La renda mediana per habitatge era de 48.034 $ i la renda mediana per família de 58.635 $. Els homes tenien una renda mediana de 40.267 $ mentre que les dones 30.912 $. La renda per capita de la població era de 26.072 $. Aproximadament el 2,2% de les famílies i el 5,7% de la població estaven per davall del llindar de pobresa.

## Poblacions properes
El següent diagrama mostra les poblacions més properes.